# Cheilanthes marlothii
Cheilanthes marlothii är en kantbräkenväxtart som först beskrevs av Georg Hans Emmo Wolfgang Hieronymus, och fick sitt nu gällande namn av Schelpe. Cheilanthes marlothii ingår i släktet Cheilanthes och familjen Pteridaceae. Inga underarter finns listade.